# Nocturne (Band)
Nocturne ist eine 1995 in Dallas, Texas, USA von Chris Telkes und Lacey Conner gegründete Alternative-Metal-Band mit Electronica-Einflüssen.

## Die Band
Die drei Bandmitglieder, Chris Telkes, Lacey Conner und Ben Graves sind auch bekannt durch die Metal- und Horrorpunk-Supergroup Murderdolls.
Eine Besonderheit stellt bei Nocturne die Bassbesetzung dar. Während bei Studioaufnahmen Chris Telkes den Part des Bassisten übernimmt, stößt bei Live-Auftritten „Rotten“ Rotney dazu, der auch bei Psyclon Nine tätig ist.
Für das Songwriting sind hauptsächlich Lacey Conner und Chris Telkes verantwortlich. Auch die Produktion übernimmt Chris Telkes.

## Diskografie
- 1999: Twilight (Triple X Records / Hollows Hill)
- 2001: Welcome to Paradise (Triple X)
- 2002: Paradise Wasted (Underground Inc. / Invisible Records)
- 2003: Axis of Evil: Mixes of Mass Destruction (Underground Inc. / Invisible Records)
- 2005: Guide to Extinction (Triple X)

## Andere Veröffentlichungen
- "Anthems of Rust and Decay: A Tribute to Marilyn Manson" (performing Get Your Gunn)
- "Easy Listening" (Lacey performing on Closer to Heaven)
- "Dim View of the Future" (Chris Telkes performing Emilys Humming Mix)
- "The Broken Machine: A Tribute to Nine Inch Nails" (performing Kinda, I Want To)

## Lacey Conner beiRock of Love
Rock of Love ist eine von MTV produzierte Castingshow, in der es darum geht, das Herz eines Rockstars (in diesem Fall Bret Michaels von Poison) zu gewinnen. In einem Auswahlverfahren wird von den anfangs 20 Teilnehmerinnen immer eine junge Frau pro Folge rausgefiltert. Diejenige, welche als Letzte übrig bleibt, gewinnt das Herz des Rockstars. Lacey Conner nahm bei Rock of Love teil und schied erst im Halbfinale aus. Sie wurde von ihren Mitstreiterinnen auch „The Devil“ genannt, da manche Teilnehmer Lacey beschuldigten, dass sie mit unfairen Tricks arbeite, um andere aus dem Verkehr zu ziehen. Bei der Reunion-Show trat Laceys Band auf und spielte einen Song aus ihrem Album Guide to Extinction.
Im Oktober 2008 nahm sie an der Show Charm School teil, wo sie, zusammen mit 13 anderen Kandidatinnen der ersten und zweiten Staffel, um den Titel "Charm School Queen" und 50000 $ kämpfte. Sie schied im Finale erneut als Drittplatzierte aus. Siegerin wurde Brandi Mahon, die wie Connor in der ersten Staffel von Rock of Love auftrat.